# Jack Whitt
Jack Bryan Whitt (ur. 12 kwietnia 1990 w Norman w stanie Oklahoma) – amerykański lekkoatleta, tyczkarz.

## Osiągnięcia
| Rok  | Impreza                              | Miejsce       | Lokata            | Wynik |
| ---- | ------------------------------------ | ------------- | ----------------- | ----- |
| 2009 | Mistrzostwa panamerykańskie juniorów | Port-of-Spain | 1. miejsce        | 5,20  |
| 2013 | Mistrzostwa świata                   | Moskwa        | el. – 24. miejsce | 5,40  |

Medalista mistrzostw USA w kategorii różnych kategoriach wiekowych (w tym seniorów), a także mistrzostw NCAA.

## Rekordy życiowe
- Skok o tyczce (stadion) – 5,70 (2013 i 2014)
- Skok o tyczce (hala) – 5,61 (2013 i 2014)